# 奥林匹克运动会中非共和国代表团
中非共和國於1968年首次參加夏季奥林匹克运动会，此後除1972年至1980年間的賽事以外，每屆都有參與。該國未曾參與冬季奥林匹克运动会，也未曾獲得任何獎牌。